# Des Arc (Arkansas)
Des Arc és una població dels Estats Units a l'estat d'Arkansas. Segons el cens del 2000 tenia 1.933 habitants.

## Demografia
Segons el cens del 2000, Des Arc tenia 1.933 habitants, 783 habitatges, i 534 famílies. La densitat de població era de 365,9 habitants/km².
Dels 783 habitatges en un 30% hi vivien nens de menys de 18 anys, en un 48,3% hi vivien parelles casades, en un 16,6% dones solteres, i en un 31,7% no eren unitats familiars. En el 29,4% dels habitatges hi vivien persones soles el 15,8% de les quals corresponia a persones de 65 anys o més que vivien soles. El nombre mitjà de persones vivint en cada habitatge era de 2,38 i el nombre mitjà de persones que vivien en cada família era de 2,93.
Per edats la població es repartia de la següent manera: un 24,6% tenia menys de 18 anys, un 7,4% entre 18 i 24, un 25,7% entre 25 i 44, un 23% de 45 a 60 i un 19,2% 65 anys o més.
L'edat mediana era de 40 anys. Per cada 100 dones de 18 o més anys hi havia 83,5 homes.
La renda mediana per habitatge era de 23.750 $ i la renda mediana per família de 28.264 $. Els homes tenien una renda mediana de 26.250 $ mentre que les dones 17.500 $. La renda per capita de la població era de 14.629 $. Entorn del 16,3% de les famílies i el 20% de la població estaven per davall del llindar de pobresa.

## Poblacions properes
El següent diagrama mostra les poblacions més properes.